# Liste der Kreisstraßen in Braunschweig

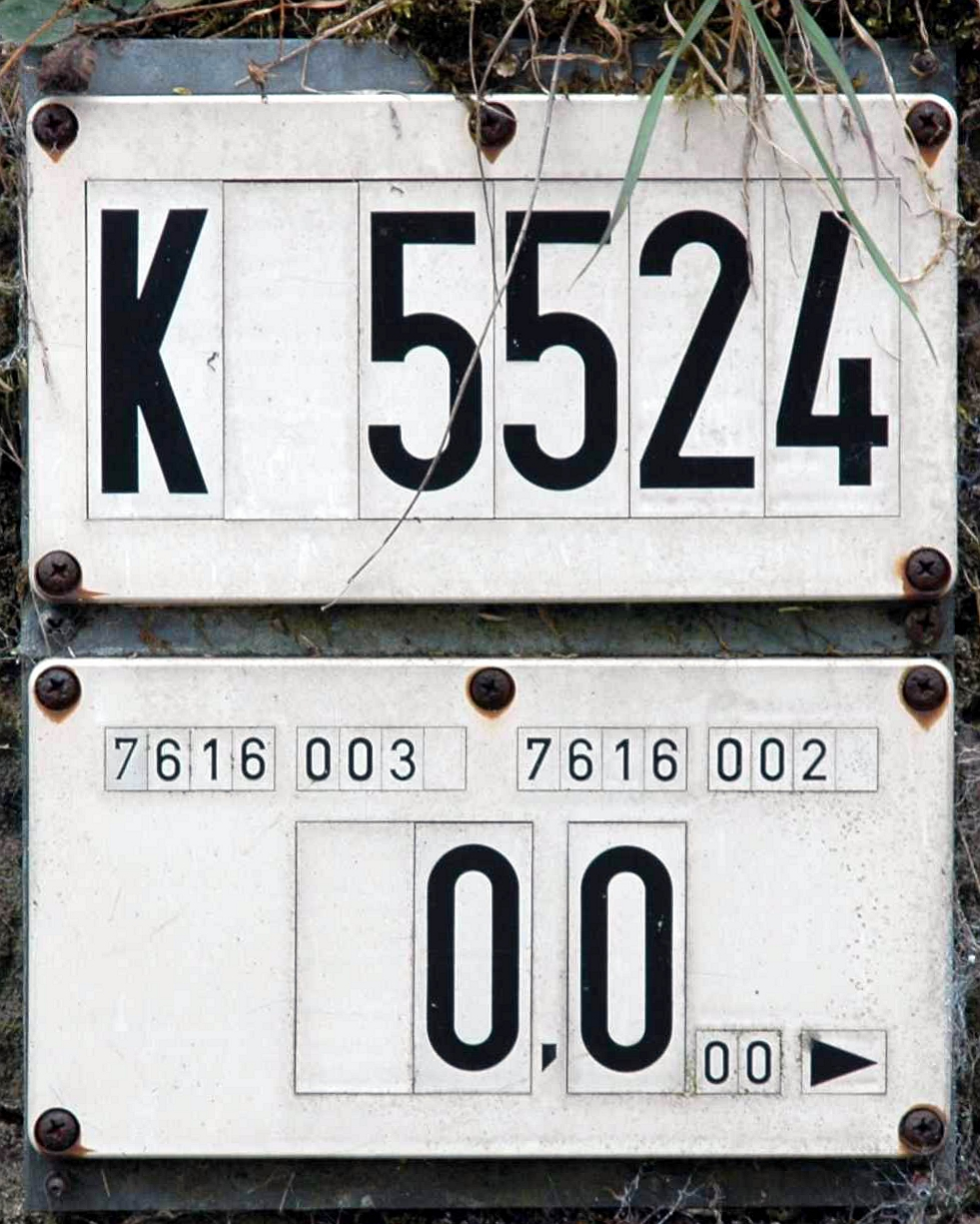
Stationszeichen

Die Liste der Kreisstraßen in Braunschweig führt alle Kreisstraßen in der niedersächsischen kreisfreien Stadt Braunschweig auf.

## Abkürzungen
- K: Kreisstraße
- L: Landesstraße

## Liste
Straßen und Straßenabschnitte, die unabhängig vom Grund (Herabstufung zu einer Gemeindestraße oder Höherstufung) keine Kreisstraßen mehr sind, werden kursiv dargestellt. Der Straßenverlauf wird in der Regel von Nord nach Süd und von West nach Ost angegeben.
| Nr.    | Verlauf |
| ------ | --- |
| K 1    | / – Celler Heerstraße – K 25 – Celler Heerstraße – – Celler Straße – K 11 |
| K 2    | – Am Bockelsberg – K 25 – Am Bockelsberg – K 81 – Am Beberbach – K 81 – Gifhorner Straße – K 27 – Gifhorner Straße – K 26 – Gifhorner Straße – Hamburger Straße – – Hamburger Straße – K 11 |
| K 3    | L 635 – Bevenroder Straße – K 81 – Bevenroder Straße – K 81 – Querumer Straße – L 295 |
| K 4    | L 293 – Grasseler Straße – K 31 – Grasseler Straße – Am Flughafen – Bienroder Straße – Waggumer Straße – Hermann-Schlichting-Straße – Hermann-Blenk-Straße – K 81 |
| K 5    | K 81 – Steinriedendamm – Bienroder Weg – Bültenweg – Brucknerstraße – L 295 |
| K 10   | L 295 – Berliner Platz – Salzdahlumer Straße – – Salzdahlumer Straße – K 79I – Salzdahlumer Straße – L 630 |
| K 11   | K 80 – Bundesallee – Saarstraße – – – Hannoversche Straße – Hildesheimer Straße – Neustadtring – K 1 – Neustadtring – Wendenring – K 2 – Rebenring – L 295 – Hagenring – Altewiekring – K 30 – Altewiekring – Leonhardplatz – L 295 – Schillstraße – Helmstedter Straße – K 79I – Helmstedter Straße – K 42 – Stadtgrenze – (K 140 im Landkreis Wolfenbüttel) |
| K 12   | (K 58 im Landkreis Peine) – Stadtgrenze – Neudammstraße – K 80 |
| K 18   | (K 56 im Landkreis Peine) – Stadtgrenze – Kirchstraße – L 473 |
| K 20   | L 473 – Ohlenhofstraße – Teufelsspring – K 21 |
| K 21   | K 63 – Stiddienstraße – K 20 – Stiddienstraße – Große Grubestraße – Kruckweg – K 24 |
| K 24   | L 473 – An der Rothenburg – Donaustraße – K 21 – Donaustraße – Westerbergstraße – K 75 – – Westerbergstraße – K 78 |
| K 25   | K 2 – Hauptstraße – K 27 – Hauptstraße – Veitenhöfer Straße – Ernst-Böhme-Straße – K 26 – Ernst-Böhme-Straße – Wendener Weg – Pfälzer Straße – Unter den Linden – Wiesental – K 1 |
| K 26   | (K 56 im Landkreis Gifhorn) – Stadtgrenze – – Hansestraße – K 25 – Hansestraße – – Hansestraße – K 2 |
| K 27   | (K 59 im Landkreis Gifhorn) – Stadtgrenze – Thunstraße – K 28 – Thunstraße – K 28 – Aschenkamp – K 25 – Hauptstraße – K 2 |
| K 28   | (K 57 im Landkreis Gifhorn) – Stadtgrenze – Lagesbüttelstraße – Harxbütteler Straße – K 27 – Thunstraße – K 27 – Krugplatz – Meinestraße – |
| K 29   | – Leipziger Straße – K 79II – Leipziger Straße – K 79II – Leipziger Straße – K 50 – Leipziger Straße – K 52 – Leipziger Straße – / |
| K 30   | L 295 – Kastanienallee – Ebertallee – L 625 |
| K 31   | K 4 – Hondelager Straße – L 635 |
| K 32   | K 3 – Peterskamp – K 33 |
| K 33   | L 635 – Hegerdorfstraße – K 32 – Hegerdorfstraße – Alte Schulstraße – L 295 |
| K 41   | L 295 – Am Feuerteich – Schapenstraße – L 633 – Hordorfer Straße – L 633 – Schapener Straße – Stadtgrenze – (K 141 im Landkreis Wolfenbüttel) |
| K 42   | K 11 – Erzberg – Braunschweiger Straße – K 79I |
| K 50   | K 77 – Fischerbrücke – Leiferdestraße – K 29 |
| K 51   | K 52 – Salzdahlumer Weg – / |
| K 52   | K 29 – Salzdahlumer Weg – K 51 – Salzdahlumer Weg – Stadtgrenze – (K 1 im Landkreis Wolfenbüttel) |
| K 53   | (K 18 in Salzgitter) – Stadtgrenze – Friedrichshöhe – |
| K 59   | (K 59 im Landkreis Peine) – Stadtgrenze – Bundesallee – K 80 |
| K 63   | K 64 – Geiteldestraße – K 64 – Geiteldestraße – Stadtgrenze – (K 17 in Salzgitter) |
| K 64   | K 63 – Rünningenstraße – K 78 |
| K 75   | – Alte Frankfurter Straße – |
| K 77   | K 78 – Schenkendamm – Hahnenkamp – K 50 – Burg – Stadtgrenze – (K 66 im Landkreis Wolfenbüttel) |
| K 78   | / – Thiedestraße – K 24 – Thiedestraße – K 79II – Thiedestraße – K 64 – Thiedestraße – K 77 – Thiedestraße – |
| K 79I  | K 11 – Rautheimer Straße – – Rautheimer Straße – K 42 – Rautheimer Straße – Möncheweg – Alte Kirchstraße – K 10 |
| K 79II | K 78 – Berkenbuschstraße – Rüninger Weg – Hohes Feld – K 29 – Leipziger Straße – K 29 – Mascheroder Weg – /L 630 |
| K 80   | – Hans-Jürgen-Straße – Bundesallee – K 11 – Bundesallee – K 59 – Rodedamm – K 12 – Neudammstraße – |
| K 81   | /L 293 – Wendebrück – K 2 – Am Beberbach – K 2 – Altmarkstraße – K 4 – Forststraße – K 5 – Forststraße – K 3 – Bevenroder Straße – K 3 – Friedrich-Voigtländer-Straße – L 295 |